# Volcan Atitlán
Pour les articles homonymes, voir Atitlán.
Le volcan Atitlán, ou plus simplement l'Atitlán, est un stratovolcan du Guatemala. Il se trouve au bord de la caldeira du lac Atitlán.
Avec plus d'une douzaine d'éruptions enregistrées entre 1469 et 1853, la date de sa dernière éruption, le volcan a eu une activité relativement élevée. L'Atitlán fait partie de l'arc volcanique d'Amérique centrale, une chaîne de volcans qui s'étend le long du littoral pacifique de l'Amérique centrale, et qui résulte de la subduction de la plaque de Cocos sous la plaque caraïbe. Il fait partie de la ceinture de feu du Pacifique. À quelques kilomètres au nord de l'Atitlán, se trouve le volcan Tolimán. Le volcan San Pedro se situe au nord-est du volcan Atitlán.